# Louis Hubert Lyautey
Louis Hubert Gonzalve Lyautey (Nancy, 17 de noviembre de 1854 - Thorey, 27 de julio de 1934) fue un militar francés oficial durante las guerras coloniales, y en la colonización francesa de África. Lyautey fue famoso por su papel en el Protectorado de Marruecos, del que fue el primer Residente General en 1912. En 1917, durante la Primera Guerra Mundial, ejerció como Ministro de la Guerra, ostentando desde 1921 al rango de Mariscal de Francia.

## Biografía
Hubert Lyautey nace el 17 de noviembre de 1854 en el número 10 de la calle Girardet, en Nancy. Su padre Just Lyautey, ingeniero de puentes y caminos, pertenece a una familia burguesa de origen franco-comtesa de la comuna de Vellefaux. Su madre, Laurence de Grimoult de Villemotte, desciende de una familia noble normanda que se enraizó en Meurthe-et-Moselle, en Crévic. De esta parte de la familia, Lyautey heredó el Castillo de Crévic, una mansión donde depositaba sus colecciones, pero que quedó destruida por los alemanes como venganza durante la guerra. En mayo de 1856, con dieciocho meses, Lyautey cae por el balcón del primer piso del hotel de la Reine de Nancy, donde se estaba celebrando un bautizo. En esta caída se hiere la cabeza y se lesiona la columna vertebral, provocándole problemas de atención. Durante dos años tomará reposo absoluto, se verá intervenido en quirófano en numerosas ocasiones, y deberá llevar muletas y corsés de hierro durante diez años. Este accidente le obliga a permanecer en cama durante largas temporadas; un tiempo que dedica a leer libros de historia, pero que también lo retrasa a nivel de estudios.

### Educación
En 1868, cuando su padre Just Lyautey es transferido a Dijon, Lyautey ingresa en el liceo de Dijon, donde completará su bachillerato en 1872. Tras un nuevo traslado ese mismo año, su padre lo inscribe en el liceo Sainte Geneviève en París, dirigido por jesuitas, con la intención de que prepare un examen de acceso a la escuela politécnica donde se instruiría como ingeniero. Sin embargo, influido por la derrota francesa en la guerra franco-prusiana de 1870, Lyautey decidirá acceder a la Escuela Militar Especial de Saint-Cyr, donde es aceptado en 1873, perteneciendo a la promoción del archiduque Albert (1873-1875). En 1875 se gradúa en la 29.ª posición de 281 de la Escuela Militar Especial de Saint-Cyr. En enero de 1876 es admitido en la Escuela del Estado Mayor en París.

### Recorrido profesional
Dos años más tarde de ser admitido en la Escuela del Estado Mayor, en 1878, Lyautey se convierte en teniente y viaja a Argelia, donde sirvió en durante dos años como oficial de caballería junto a sus camaradas de promoción Prosper Keller y Louis Silhol. Este primer descubrimiento de Argelia le apasiona. Cuando regresa a Francia en 1880, se le asigna al 2.º regimiento de húsares y es trasladado de nuevo a Argelia a finales de año. Volverá a pasar dos años en el país, primero en Orléansville (actual Chlef), y luego en Argel.
En 1882 se le asciende a capitán, y se le traslada al 4.º regimiento de Cazadores a caballo en Bruyères, Vosges. En 1883 es enviado a Roma para redactar un informe sobre la caballería italiana. En este viaje pasa por Göritz, donde visita al conde de Chambord. Una vez en Italia, Lyautey es recibido por el Papa León XIII en el Vaticano.
En 1887 es trasladado a Saint-Germain-en-Laye, como comandante del primer escuadrón. Allí comenzarán a manifestarse sus ideas innovadoras sobre la función de la armada y, de acuerdo con su comandante en jefe el coronel Donop, decide avanzar una reforma de la estructura militar al más bajo nivel, construyendo y planificando un refectorio o comedor para sus soldados; una residencia con biblioteca, billar y juegos; clases para los analfabetos, y una comisión consultativa. Con este nuevo sistema, Lyautey accede a las clases intelectuales de París. Se junta con importantes actores diplomáticos, como el escritor Eugène-Melchior de Vogüé, o el partisano socialista católico Albert de Mun.

## Las guerras coloniales

### Residente general de Marruecos (1912-1916)

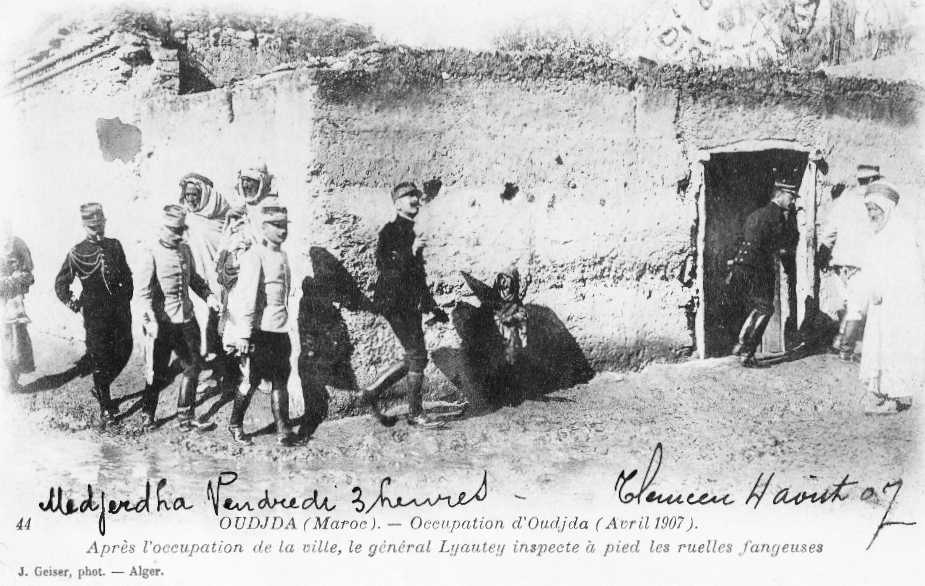
Lyautey en Uchda, en abril de 1907

Bajo el título de oficial, Lyautey fue destinado a la Indochina francesa entre 1894 y 1897, una época de la que se resalta su trabajo en Tonkín y su relación con el coronel y administrador Gallieni, quien tuvo un impacto importante en la ideología pacificadora de Lyautey. Entre 1897 y 1902, será destinado a Madagascar, y en 1907, siendo general de división en Oran, se le ordena ocupar la ciudad marroquí de Uchda para reprimir una revuelta de los Beni Snassen con el fin de pacificar la frontera dando lugar a las campañas de la pacificación francesa de Marruecos. Lyautey es nombrado alto comisario de la región ocupada, y a principios de 1908, las tribus de esta región se sublevan incitados por el Muley Hafid. Lyautey vuelve a ser llamado a Francia a finales de 1910 para ascender al mandato del cuerpo de la armada de Rennes, donde pasa dos años. En noviembre de 1911, tras la crisis de Agadir, los políticos Joseph Caillaux y Jules Cambon negocian un acuerdo con Alemania para tener libertad de decisión en Marruecos. Este acuerdo se ratifica en enero de 1912, y la movilización para establecer un protectorado es rápida, ya que las tribus locales comenzaban a sublevarse tras la decisión del Muley Hafid de promocionar a Glaoui al puesto de gran visir. En marzo de 1912, el ministro de Francia en Tánger, Eugène Regnault, hace firmar al sultán Muley Hafid un tratado de protectorado, el Tratado de Fez, donde se reconoce implícitamente la soberanía del sultán sin tener este último poder legislativo. Así, se estableció el Protectorado francés en Marruecos, y Lyautey se convierte en la máxima autoridad francesa en el país como primer residente general el 28 de abril de 1912. A partir de entonces, Lyautey se convierte en el artífice de la pacificación del país, asegurando la obediencia de sus habitantes al poder central, representado por el sultán pero controlado por los franceses. En general fue considerado un administrador competente, y llegó a invitar al conocido arquitecto Henri Prost, entre otros, para que diseñase nuevos planes de desarrollo urbano para las principales ciudades marroquíes.
El 13 de mayo de 1912 Lyautey llega a Casablanca acompañado de Henry de Castries, y es acogido por el coronel Gouraud. Se dirige a Fez, donde se presentará ante el sultán. En el camino conoce al arquitecto Maurice Tranchant de Lunel, quien se convertirá en el director de Antigüedades, Bellas Artes y Monumentos históricos de Marruecos con el fin de salvaguardar los monumentos romanos e islámicos del país; objetos y edificios de arte; y realizar expediciones arqueológicas. Con este fin, en 1915 se comienzan a inaugurar museos cómo el Museo de las Oudayas en Rabat o el Museo de Batha en Fez. Al llegar a Fez, Lyautey se da cuenta de la tensión política que abraza al país cuando el Sultán reconoce querer trasladarse a Rabat, que se convertirá en la nueva capital de Marruecos. Ese año, en 1912, Muley Hafid abdica, dejando lugar a su hermano Muley Yúsuf, cuya administración es llevada por el gran visir El Mokri hasta 1955.

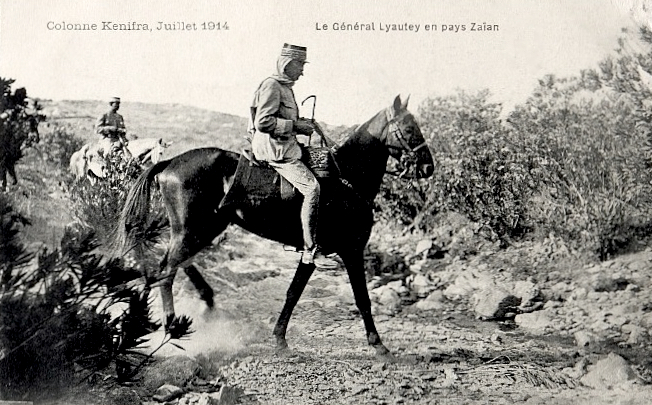
Lyautey en el país de los Zayan, alrededor de Kenitra, en julio de 1914

Los primeros problemas que debe afrontar Lyautey en tanto residente general son territoriales. Tres zonas escapan a su control y amenazan la estabilidad del país: al este, Taza bloquea el acceso a Argelia; en el centro, la tribu de los Zayan se rebelan alrededor de Kenitra; y al sur, Al Hiba entra en Marrakech y retiene a rehenes franceses. La urgencia de intervenir ante la amenaza de Al Hiba se intensifica, ya que este último desafía la legitimidad del Sultán, así como los pilares de su política. Lyautey intenta, por tanto, recuperar la dignidad y legitimidad del sultán Muley Yúsuf mediante la doctrina pacificadora a la que es fiel. Para ello, mantiene el orden tradicional del majzén y colabora con las tribus autónomas locales y las hermandades religiosas como los goumiers, grupos de soldados creados en 1908 y reclutados por estas tribus marroquíes. De esta manera, conecta el régimen francés a la población indígena, facilitando la administración de las tribus y del país. En 1913, extenderá su proyecto de pacificación al presentar planes de construcción de vías ferroviarias, puertos y ciudades en colaboración con las poblaciones locales.
En 1914, se declara la Primera Guerra Mundial y Francia entra en esta. En tanto colonia, Marruecos se verá implicada y enviará tropas y munición a las zonas de batalla. Lyautey envía veinte batallones y seis baterías marroquíes al frente. A su vez, la administración de la metrópoli, sumergida en la guerra, relajará su control en las colonias, permitiendo que Lyautey desarrollé sus proyectos arquitectónicos y de planificación urbana. El general crea un equipo bajo la dirección de Henri Prost, un arquitecto urbanista que se encargará de realizar los planos de las Villes Nouvelles, que aparecerán primero en Rabat (1914) y en Casablanca (1917). Lo que se propone Lyautey es respetar las ciudades antiguas y resaltar los monumentos históricos, como la Torre de Hassan en Rabat. Entre los arquitectos que contribuyeron a estas obras se encuentran: Tranchant de Lunel, Jean-Claude Forestier (arquitecto y paisajista encargado de la creación de jardines), Albert Laprade (constructor de la estación ferroviaria, la catedral de San Pedro en Rabat, el palacio de justicia y otros inmuebles), Antoine Marchiso (constructor del hotel de la Mamounia en Marrakech) o Joseph Marrast (diseñador del Palacio de Justicia en Casablanca).
A partir de entonces, Lyautey comenzará a trazar numerosos proyectos arquitectónicos con el apoyo de las instituciones tradicionales de Marruecos, contando, entre otros, con la administración del Sultán (majzén), y las tribus. Sin embargo, a efecto de estos desarrollos urbanos, los colonos metropolitas se ven atraídos por el país y migran a Marruecos durante la guerra. Esto supone un problem a Lyautey y su filosofía de pacificación, con la que intenta no acaparar las tierras indígenas. El 1 de julio de 1914 emite un dahir (un decreto real) sobre el dominio público, y el 7 de julio otro en el que regulariza la justicia indígena e impide la alienación de las tierras colectivas.

### Ministro de Guerra
El 11 de diciembre de 1916, en plena Primera Guerra Mundial, el presidente del Consejo Artistide Briand, propone a Lyautey al puesto de ministro de guerra. Lyautey acepta y deja Marruecos el 18 de diciembre para viajar a Francia, siendo sustituido temporalmente por Gouraud. Al cargo de este puesto, realizará numerosas inspecciones del frente en enero y febrero de 1917. Su permanencia en este puesto será breve. Durante tres meses, Lyautey haría frente a los motines de soldados que asediaron al Ejército francés y al fracaso de la ofensiva de Nivelle, acontecimientos que lo dejaron "hipnotizado" y "paralizado" según su oficial de ordenanza Wladimir d'Ormesson. Por este motivo, solicitó que los generales Nivelle y Sarrail quedasen bajo sus órdenes.

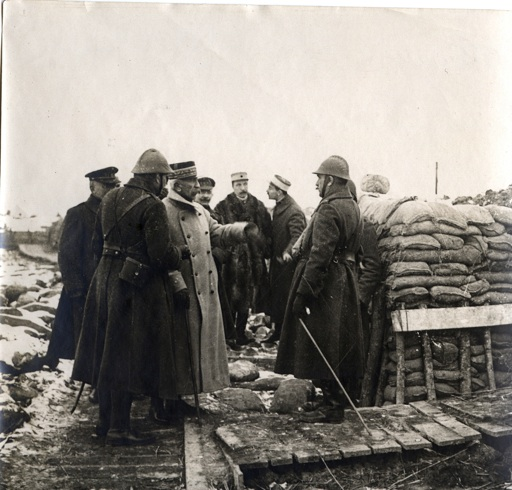
Lyautey realizando una inspección en las trincheras del frente durante la Primera Guerra Mundial, en febrero de 1917

Sin embargo, desde su llegada a París en tanto ministro de guerra, Lyautey se encuentra en el centro de una insidiosa campaña dirigida por parlamentaristas de izquierdas a los que irritan sus medidas y estrategias militares. El 15 de marzo de 1917 dimitirá como ministro después de ser duramente abucheado en la Cámara francesa de diputados, hecho que cuatro días después provocaría la caída del gobierno presidido por Aristide Briand.

### Regreso a Marruecos (1917-1925)
Tras su paso por el gobierno durante la guerra, Lyautey regresó a Marruecos en mayo de 1917 con un nuevo equipo en el que se incluye a militares, oficiales, comandantes, y otros personajes de importancia en Francia. En estos años, fomentó la administración con personal marroquí y promovió la enseñanza superior. Con dichas concesiones, intentó crear un ambiente más favorable a Francia en un futuro que preveía no muy lejano. Durante el desarrollo de la Primera Guerra Mundial, Lyautey había insistido en continuar la ocupación de todo Marruecos, sin contar con el hecho de que Francia necesitaba la mayor parte de sus recursos en la lucha contra las Potencias centrales. Su labor llevó a la creación del Instituto de Estudios Avanzados de Marruecos y el Instituto Científico Jerifiano, que serían creados a principios de los años 1920, así como fundó colegios musulmanes en las ciudades de Fez (Colegio Moulay Idriss), de Rabat (Colegio Moulay Yúsuf) y de Mequinez (Colegio Militar Dar el Beïda).
Al finalizar la guerra en 1917, la economía de Marruecos se vio estimulada por el hallazgo de fosfatos en Juribga, a 100 kilómetros de Casablanca. Como respuesta, Lyautey decide relegar la explotación de estos recursos a la Oficina Jerifiana de Fosfatos cuando esta se crea en 1920. A su vez, las obras del puerto de Casablanca se modifican para construir un muelle de fosfatos dotado de grandes espacios de almacenamiento. La explotación comienza en 1921, y el banco de París y de los Países Bajos (PARIBAS) obtiene una concesión para el transporte ferroviario de Marruecos, creando la Compañía Ferroviaria de Marruecos (CFM; Compagnie des chemins de fer du Maroc) en diciembre. Esta compañía se reconocerá por la construcción de un hotel de lujo en Marrakech en 1923: la Mamounia, al que siguen otros hoteles ligados a la Compañía General Transatlántica (CGT). En 1924, se creará la Sociedad de Energía Eléctrica de Marruecos (EEM).
Otro punto de desarrollo que mantiene ocupado a Lyautey en estos años es el de la aviación, ya que aún no existen conexiones aéreas en el país. En 1918, el empresario Pierre-Georges Latécoère desarrolla estas conexiones entre Marruecos, África Occidental y América del Sur, creando también la CEMA (Compañía España-Marruecos-Argelia), con la que se firma un contrato intergubernamental para el transporte de correos con una subvención anual de Lyautey. Sin embargo, los vuelos entre 1919 y 1921 sufren numerosos accidentes mortales, y en 1922 Latécoère acude a Lyautey para definir las escalas en las líneas hacia Dakar. Lyautey confía esta tarea al capitán Joseph Roig, el jefe de escala de Latécoère en Marruecos que se encargará de encontrar una ruta aérea a Buenos Aires, y a un oficial de los goumiers que actuará de intérprete. En mayo de 1923 se realiza el primer vuelo a Dakar y en 1924, Latécoère transportará 2.000 pasajeros y millones de cartas con la línea aérea de Marruecos.

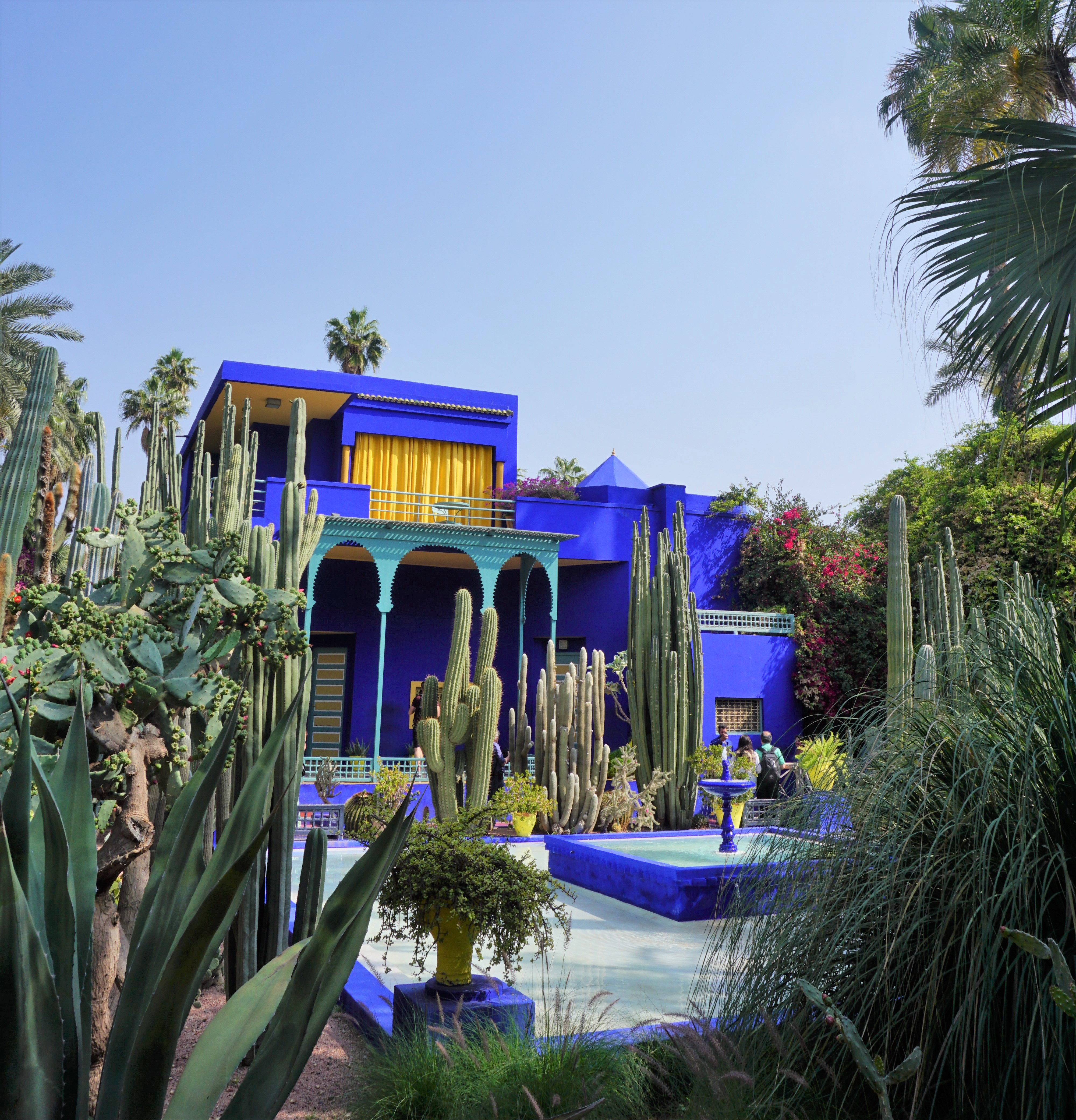
Jardín Majorelle, en Marrakech

En este tiempo, Lyautey también continúa con su misión cultural, llamando a numerosos especialistas del sector para realizar diversas reformas. El lorenés Jacques Majorelle, por ejemplo, acabaría diseñando el Jardín Majorelle de Marrakech en 1924. Por otro lado, Henry de Castries continuará con su trabajo histórico, creando el Instituto Histórico de Marruecos. En 1917, se descubren las tumbas Saadíes en Marrakech, llevando a la creación de una Oficina de Artes Indígenas en 1918. En 1920, los servicios de Bellas Artes se organizaron en tres secciones especializadas en: monumentos históricos, palacios y residencias, coordinado por Edmond Pauty; artes indígenas, a cargo de Prosper Ricard y Joseph de La Nézière; y antigüedades, bajo Louis Chatelain. En 1922, se crea la Asociación de Pintores y Escultores de Marruecos bajo la tutela del alto funcionario Georges Hardy. Sus temas predilectos serán las medinas, la fantasía y las casbahs del Atlas. En 1923 se inaugura el Museo de Arte Moderno de Rabat, donde se instalan las obras de esta Asociación. Además, Lyautey invitará a numerosos escritores estos años, y muchas obras literarias verán la luz. Entre ellas se pueden destacar: In Morocco, publicada en 1919 por Edith Wharton, o Les Hommes Nouveaux, Lyautey L'Africain de 1922 por Claude Farrère.

#### Desafíos
En 1921, bajo la presidencia de Alexandre Millerand, fue nombrado Mariscal de Francia, lo que supuso la cima de su carrera militar. Siguió estando al frente de las fuerzas francesas desplegadas en Marruecos durante la llamada "Guerra Zayana" (1914-1921). Al mismo tiempo, a pesar de los numerosos proyectos de pacificación y desarrollo que se llevan a cabo, varias rebeliones siguen ocurriendo en la región del Rif. En 1920, una operación tiene lugar en Uezán, donde un santuario ha quedado inaccesible para el majzén por un bloqueo de la tribu dominante. Lyautey entrará en la zona en octubre acompañado del sultán, quien es recibido con júbilo.
Sin embargo, a partir de 1923 Lyautey se ve envuelto en grandes olas de oposición por parte de la metrópoli, así como de graves problemas de salud. Llegará a ser hospitalizado y operado en numerosas ocasiones, épocas en las que se ve envuelto del apoyo incondicional de ulemas e imanes marroquíes. Las razones por las que su estrategia política no es bien recibida, y es por tanto rechazada por Francia en los años 20, son varias. Entre ellas se encuentran los derechos y oportunidades otorgados a la población local, que margina a los colonos en Marruecos. Otro punto de rechazo son las políticas islámicas que adopta el mariscal. Cuando la guerra del Rif se intensifica en 1921 con la batalla de Annual, con Abd el-Krim a la cabeza, los oponentes de Lyautey convierten este acontecimiento en una lucha de poderes entre colonos e indígenas.

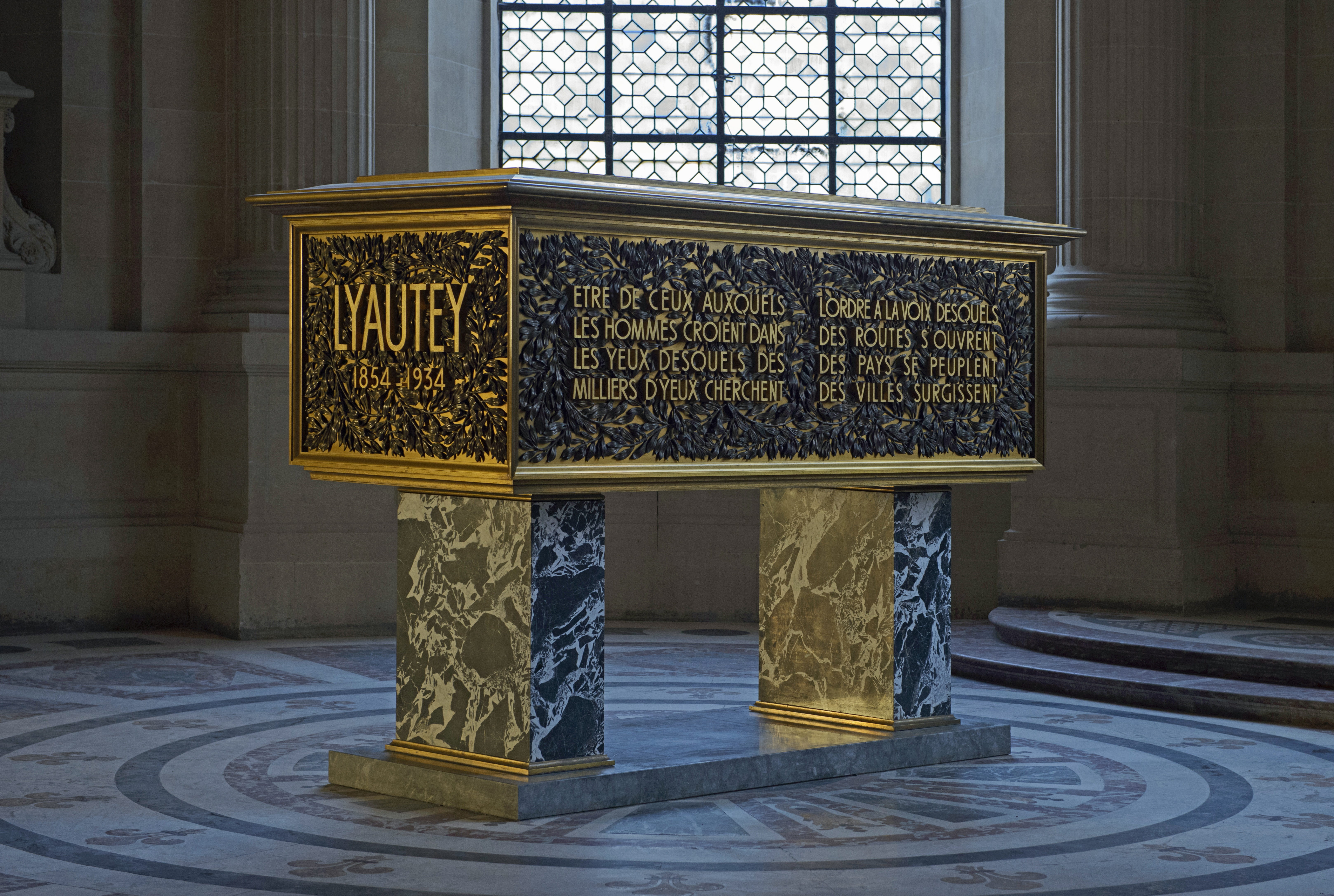
El féretro del mariscal Lyautey en Los Inválidos de París, con una inscripción en francés

En 1925, se forma en Francia un gobierno de coalición de izquierdas liderado por Paul Painlevé, y este impone a Lyautey asemejar Marruecos a la metrópoli. Esto se manifestaría en una clara contradicción entre la postura del mariscal, y las consideraciones del gobierno francés. Aunque Lyautey se plantea dimitir ante esta imposición, se le ordena permanecer en Marruecos para enfrentarse a la rebelión de Abd el-Krim, que se vuelve contra Francia ante la negativa del Mulay Yúsuf de unir fuerzas con él. Renunció a su cargo en 1925, desairado, después de que el gobierno de París hubiera puesto al mariscal Philippe Pétain al frente de una fuerza de 100.000 hombres para acabar con la rebelión de Abd el-Krim en las montañas del Rif. Abd el-Krim había derrotado a las fuerzas francesas en la Batalla de Uarga, provocando que los rifeños se internaran profundamente en el Marruecos francés. Los grupos de la oposición en París se aseguraron de que no recibiera ningún reconocimiento oficial con motivo de su renuncia; su única escolta fueron dos destructores de la Royal Navy en el estrecho de Gibraltar.

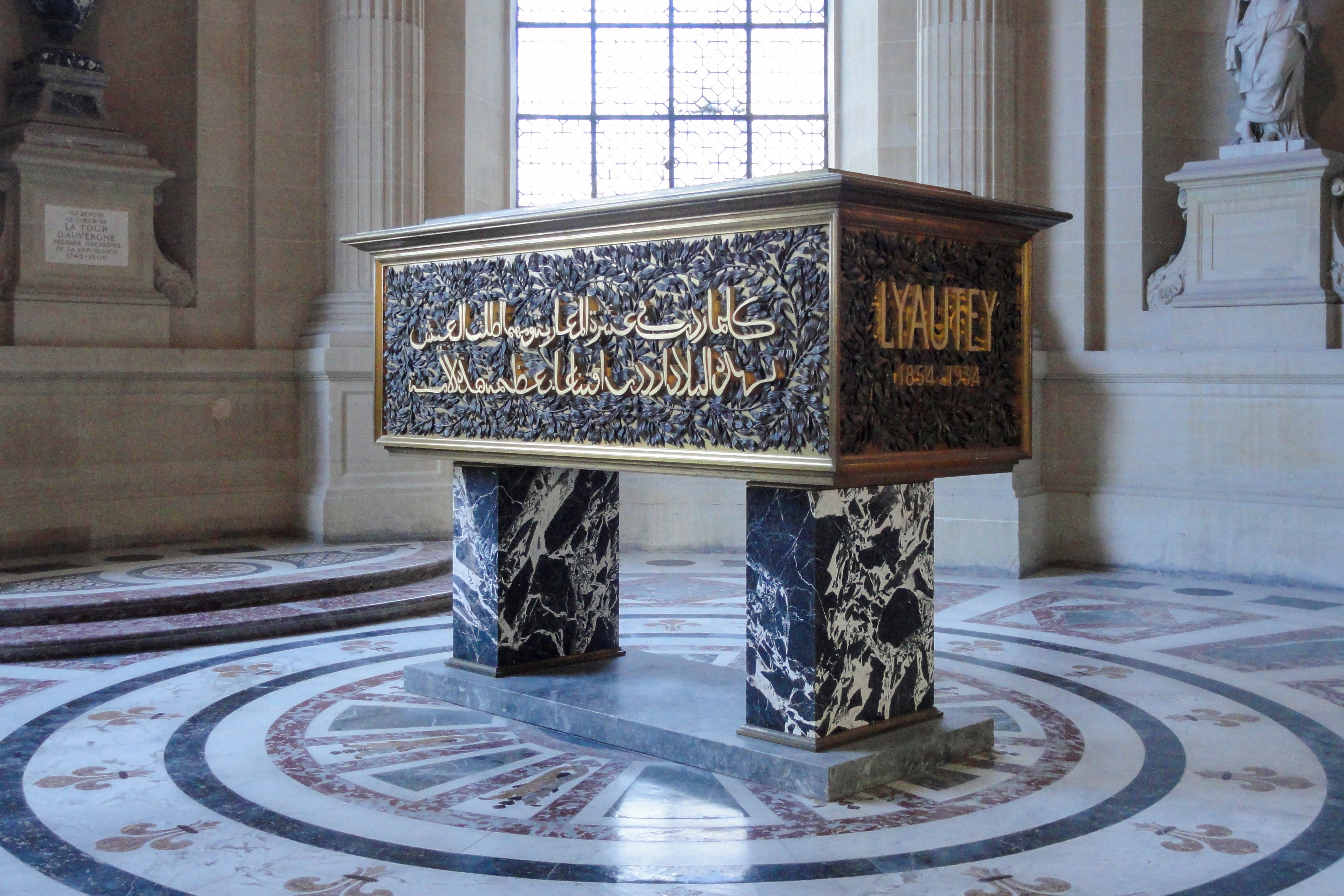
El féretro del mariscal Lyautey en Los Inválidos de París, con una inscripción en árabe

El mariscal no era popular en París, porque muchos banqueros, sociedades y colonos que querían explotar Marruecos habían recibido la negativa del permiso por parte de Lyautey. También era impopular entre los elementos izquierdistas, los cuales querían poblar Marruecos con un gran número de veteranos de la Primera Guerra Mundial, donde serían ayudados por la asistencia pública. Lyautey se hallaba atrapado entre dos fuegos; era un aristócrata, pero no quería que se explotase a los marroquíes.

## Últimos días y fallecimiento
El 27 de julio de 1934, Lyautey fallece en Thorey, donde pasó los últimos días de su vida dedicándose a actividades culturales y propagandísticas. Por decreto, el 28 de julio se anunciaron funerales nacionales en honor al mariscal. A su funeral en Thorey acudieron figuras importantes, incluyendo a los grandes jefes marroquíes, entre los que figuran El Mokri y El Glaoui, que formaron parte del cortejo fúnebre. El sultán Sidi Mohamed acudió al lecho de muerte del mariscal en Thorey para inclinarse ante él de forma simbólica, indicando la íntima relación entre los dos hombres. Todos ellos estuvieron presentes en los funerales nacionales que se celebraron posteriormente en Nancy.
Habiendo expresado con anterioridad su deseo de ser enterrado en Marruecos, sus restos fueron sepultados en un mausoleo en Rabat. Sus restos mortales serán trasladados a Los Inválidos, en la ciudad de París, unos 30 años después de su muerte, en pleno proceso de descolonización.